# Business Wire
Business Wire é uma empresa norte americana subsidiária da Berkshire Hathaway, que opera no negócio de distribuição de notícias comerciais, permitindo que companhias afiliadas possam transmitir seus releases (lançamentos), fotografias, arquivos regulamentares e demais conteúdos multimídias à jornalistas, mídias de notícias, profissionais financeiros, portais na web e o público em geral, nas Américas, Europa, Ásia-Pacífico, Oriente Médio e África.
A empresa foi fundada em 1961 e comprada em 2006 pela Berkshire Hathaway, se tornando sua subsidiária.